# IC 166
IC 166 ist die Bezeichnung eines offenen Sternhaufens im Sternbild Kassiopeia. Der Sternhaufen hat eine Winkelausdehnung von  8′ × 8′ und eine scheinbare Helligkeit von 11,7 mag. Mit 1,32 Milliarden Jahren hat er ein für Offene Sternhaufen hohes Alter.
Das Objekt wurde im Jahr 1890 vom britischen Astronomen William Frederick Denning entdeckt.